# Trionymus vaginatus
Trionymus vaginatus är en insektsart som beskrevs av Matesova 1968. Trionymus vaginatus ingår i släktet Trionymus och familjen ullsköldlöss.
Artens utbredningsområde är Kazakstan. Inga underarter finns listade i Catalogue of Life.